# كريستوفر أوساي
كريستوفر أوساي (بالإنجليزية: Christopher Ossai) (مواليد 1 أبريل 1957) هو ملاكم نيجيري، مثّل بلاده في الألعاب الأولمبية الصيفية في دورتي 1980 و1984.

## روابط خارجية
كريستوفر أوساي على موقع بوكس ريك (الإنجليزية) (registration required)
- كريستوفر أوساي على موقع أوليمبيديا (الإنجليزية)
- كريستوفر أوساي على موقع اتحاد ألعاب الكومنولث (مؤرشف) (الإنجليزية)